# Matrimonio igualitario en Noruega
El matrimonio igualitario en Noruega fue legalizado el 1 de enero de 2009, cuando un proyecto de ley del matrimonio neutral al género fue promulgada después de haber sido aprobada por el Parlamento unicameral (Storting), el 17 de junio de 2008.Noruega se convirtió en el primer país nórdico y el sexto país en el mundo en legalizar el matrimonio entre personas del mismo sexo.

## Unión civil
Noruega permitió las uniones civiles desde el 30 de abril de 1993, y entraron en vigor el 1 de agosto de 1993. Noruega se convirtió en el segundo país en hacerlo, después de Dinamarca en 1989. Otorgaba casi todas las protecciones, responsabilidades y beneficios del matrimonio, incluidas las disposiciones tras la ruptura de la relación.
La ley establecía que los artículos de la Ley de Adopción no aplicaban a las uniones civiles. También de la Ley de Biotecnología, en que la inseminación artificial sólo se puede otorgar a una pareja casada o a convivientes de sexo opuesto. A partir de 2002, sin embargo, se les permitió adoptar a los hijos de la pareja.
En 2002, se informó que alrededor de 150 uniones civiles se celebraban cada año. Una de las personas famosas en contraer una unión fue el exministro de Economía Per-Kristian Foss.Desde que se aprobó el matrimonio entre personas del mismo sexo, es posible actualizar el estatus de las uniones civiles a matrimonio, pero no pueden crearse nuevas uniones civiles.

## Matrimonio

### Matrimonio civil
El 18 de noviembre de 2004 fue propuesto un proyecto de ley, por parte de dos diputados del Partido de la Izquierda Socialista, para abolir las leyes existentes de unión civil, y hacer una ley de matrimonio neutral al género. La medida fue retirada y sustituida por una solicitud al gabinete para que siguiera investigando la cuestión. El gabinete conservador en ese momento no continuó con el tema, sin embargo, posteriormente el gabinete de Jens Stoltenberg se comprometió a extender el matrimonio a las parejas homosexuales.
El 29 de mayo de 2008, dos partidos de la oposición se pronunciaron a favor de la nueva ley, asegurando su paso el 11 de junio de 2008. Antes de esto, hubo algunos desacuerdos con los miembros de la coalición de los tres partidos en gobierno sobre si el proyecto tendría o no los votos suficientes para ser aprobado.
El gobierno de Noruega propuso una ley de matrimonio el 14 de marzo de 2008, que daría a las parejas homosexuales los mismos derechos que las heterosexuales, incluyendo ceremonias religiosas, la adopción completa y embarazos asistidos. La primera audiencia parlamentaria, se llevó a cabo el 11 de junio de 2008, donde se aprobó un proyecto de ley que permitía a las parejas del mismo sexo contraer matrimonio, por 84 votos contra 41. La propuesta contó con el apoyo del Partido Laborista Noruego, el Partido de la Izquierda y el Partido del Centro ya que los socialistas anunciaron que darían libertad de voto. El Partido Democristiano fue el primero en anunciar su voto en contra.3 La nueva legislación modificó la definición de matrimonio civil haciéndolo neutral al género. La cámara alta aprobó el proyecto de ley con una votación de 23 a favor con 17 en contra, el 17 de junio. El Rey de Noruega, Harald V, otorgó el consentimiento real a partir de entonces. La ley entró en vigor el 1 de enero de 2009.
Además de proporcionar una definición de matrimonio neutral al género, el proyecto de ley estableció que cuando dos mujeres se casan y una queda embarazada por inseminación artificial, ambas tendrán todos los derechos de maternidad desde el momento de la concepción.

### Matrimonio religioso
La Iglesia de Noruega, la religión mayoritaria de los noruegos y de carácter de iglesia nacional oficial del Estado, permitió la celebración de bodas a parejas del mismo sexo a través de su sínodo de abril de 2016, siendo reformada su liturgia marital para tales fines en 2017, año en que se realizó la primera boda homosexual de la iglesia en la localidad de Eidskog.

## Opinión pública
Cuatro diferentes encuestas realizadas en 2003, 2005, 2007 y 2008, concluyeron que el 61%, 63%, 66% y 68% respectivamente de los noruegos apoyan matrimonio entre personas del mismo sexo.